# Об'єднане державне політичне управління
Об'є́днане держа́вне політи́чне управлі́́ння, ОДПУ (рос. ОГПУ, при РНК СРСР) — політична спецслужба при РНК СРСР, створена 15 листопада 1923 року на базі ДПУ НКВС РРФСР. ОДПУ спеціалізувалась на боротьбі з контрреволюцією, шпигунством, забезпеченні державної безпеки і боротьбі із чужими радянській влади елементами.
Головою ОДПУ (а раніше — ГПУ) до 20 липня 1926 року був Ф. Е. Дзержинський, потім до 1934 року ОДПУ очолював В. Р. Менжинський.
У зв'язку зі створенням НКВС СРСР в 1934 році ОДПУ увійшло до складу НКВС СРСР як Головне управління державної безпеки (ГУДБ).